# Слище
Слище — деревня в Суражском районе Брянской области России. Входит в состав Дубровского сельского поселения.

## География
Деревня находится в северо-западной части Брянской области, в зоне хвойно-широколиственных лесов, в пределах части Приднепровской низменности, при автодороге 15К-2508, на расстоянии примерно 13 километров (по прямой) к северо-востоку от города Суража, административного центра района. Абсолютная высота — 180 метров над уровнем моря.

### Климат
Климат характеризуется как умеренно континентальный с достаточным увлажнением, тёплым летом и умеренно холодной зимой. Среднегодовая многолетняя температура воздуха составляет 5,4 °С. Средняя температура воздуха самого тёплого месяца (июля) — 18,1 °C (абсолютный максимум — 37 °C); самого холодного (января) — −8 — −7,5 °C (абсолютный минимум — −37 °C). Период активной вегетации растений (с температурой выше 10°С) составляет 144 дня. Среднегодовое количество атмосферных осадков составляет 554 мм, из которых большая часть (285 мм) выпадает в тёплый период. Снежный покров держится в течение 120—130 дней.

### Часовой пояс
Деревня Слище, как и вся Брянская область, находится в часовой зоне МСК (московское время). Смещение применяемого времени относительно UTC составляет +3:00.

## История
Впервые упоминается в 1664 как "угомонище" (урочище); заселена в 1730-х годах (бывшее владение Искрицких, казачьего населения не имела). До 1781 входила в Мглинскую сотню Стародубского полка; с 1782 по 1921 в Суражском уезде (с 1861 - в составе Новодроковской волости); в 1921-1929 в Клинцовском уезде (Новодроковская, с 1924 Суражская волость). С 1919 по 2005 - центр Слищанского сельсовета (в 1954-1974 в Далисичском сельсовете).

## Население
| 2010 | 2013 |
| ---- | ---- |
| 396  | ↘384 |

### Национальный состав
680 человек (1901), в национальной структуре населения русские составляли 98 % из 400 человек (2002)